# Лебелл, Джин
Айвен Джин Лебе́лл (англ. Ivan Gene LeBell, 9 октября 1932, Лос-Анджелес, Калифорния — 9 августа 2022, Шерман-Окс, Калифорния) — американский мастер боевых искусств, каскадёр, актёр и рестлер. Прозванный «Крестным отцом грэпплинга», он популяризировал грэпплинг в кругах рестлеров, что стало фактором появления современных смешанных боевых искусств. Он работал в более чем 1000 фильмах и телешоу и был автором 12 книг.
В 2000 году Федерация джиу-джитсу США присвоила Лебеллу 9-й дан по джиу-джитсу и тайдзюцу. 7 августа 2004 года Всемирная ассоциация мастеров боевых искусств присвоила ему 10-й дан. В феврале 2005 года USJJF присвоила ему 9-й дан по дзюдо.
Сообщалось, что Лебелл послужил источником вдохновения для персонажа Клиффа Бута (в исполнении Брэда Питта) в фильме Квентина Тарантино «Однажды в Голливуде». Однако Тарантино оспаривает это утверждение.

## Ранняя жизнь
Айвен Джин Лебелл родился в Лос-Анджелесе, Калифорния. Он начал заниматься кэтчем и боксом с раннего детства под влиянием своей матери, «Красной головы» Эйлин Итон, промоутером обоих видов спорта, владевшей Олимпийским аудиториумом в Лос-Анджелесе. В возрасте 7 лет Лебелл занимался кэтчем под руководством Эда «Душителя» Льюиса, а затем перешел к тренировкам по дзюдо. Получив чёрный пояс, он отправился в Японию, чтобы тренироваться в Кодокане.

## Карьера

### Ранняя карьера
После возвращения в США Лебелл выступал в тяжелом весе. В 1954 и 1955 годах, когда ему было всего 22 года, он выиграл национальный чемпионат по дзюдо в тяжелом весе и в общем зачете Amateur Athletic Union. Его первый поединок был против Джона Осако, одного из самых высокорейтинговых дзюдоистов на национальном уровне. Лебелл одержал победу с помощью осаэкоми. После этого, привлеченный более высокими потенциальными доходами и наследием семьи в бизнесе, Лебелл перешел в рестлинг. Несмотря на свою родословную, он не сразу пришелся по душе зрителям, но постепенно стал известен благодаря своему образованию в области боевых искусств. В конце концов он взял на себя роль «полицейского» в промоушене, поддерживая закон и порядок, особенно во время матчей с участием его брата Майка Лебелла. Джин также выступал под чёрной маской как Палач, объединившись с Роем Стэггсом.

### Матч с Майло Сэвиджем
В 1963 году Лебелл стал участником вызова, брошенного боксером и писателем Джимом Беком представителям японских боевых искусств. Бек утверждал, что боксер может победить любого мастера боевых искусств в прямом бою, и предлагал 1000 долларов тому, кто докажет обратное. Бек вступил в обильную перепалку, но показал очень ограниченные знания о боевых искусствах, похоже, перепутав дзюдо с карате.
Поощряемый Эдом Паркером, Лебелл принял вызов и отправился в Солт-Лейк-Сити, чтобы встретиться с Беком. К своему удивлению, он узнал, что его противником будет не Бек, а более известный боксер Майло Сэвидж, который также занимался борьбой. Была достигнута договоренность о том, что матч будет состоять из пяти раундов, каждый из которых продлится три минуты. Сторона боксера потребовала условия, по которому более мелкий и старший Сэвидж (Сэвиджу было 39 лет, а Лебеллу — 31 год на момент боя) мог использовать любые удары, а дзюдоист не мог наносить удары ногами, считая, что Лебелл — каратист. Дополнительное условие запрещало Лебеллу пытаться проводить захваты или попытаться повалить соперника. Взамен Сэвидж предложил надеть дзюдоги. В день поединка Сэвидж появился в кэйкоги, которое было намного плотнее и труднее для захвата. Представители Сэвиджа утверждали, что они не понимают разницы. Кроме того, по словам Лебелла и других источников, в перчатках Сэвиджа были кастеты, а сам он смазал свое дзюдоги вазелином, чтобы усложнить захват. Эти необычные условия убедили Лебелла в том, что лагерь Сэвиджа не был невежественным в боевых искусствах, а обучил Сэвиджа дзюдо, чтобы защититься от бросков Лебелла.
Матч состоялся 2 декабря 1963 года. Поначалу бойцы вели себя осторожно, Лебелл первым начал действовать, пытаясь повалить Сэвиджа. Боксер блокировал это движение, что усугубило старую травму плеча Лебелла. Во втором и третьем раундах Лебелл попробовал несколько приемов и, наконец, добился успеха в захвате Сэвиджа, но он продолжал защищаться как стоя, так и на полу в очень техничной манере, что, похоже, подтвердило теорию Лебелла о подготовке соперника в грэпплинге. В одном случае Сэвидж даже попытался провести дзюдоисту подсечку. Тем не менее, Лебелл получил маунт и нашел возможность провести армбар, но вместо этого он решил провести удушающий прием, решив, что Сэвидж не сдастся. Наконец, в четвёртом раунде он провел левый харай госи, а затем заблокировал удушающий прием. Через несколько секунд Сэвидж упал без сознания, и Лебелл был объявлен победителем.
Поражение Саваджа, любимца города, вызвало бурную реакцию толпы. На ринг были брошены бутылки, стулья и другой мусор. Чтобы предотвратить массовые беспорядки, герой города и профессиональный боксер Джей Фуллмер (брат боксеров Джина и Дона Фуллмеров) вышел на ринг, чтобы поздравить Лебелла. Дзюдоист и его команда проявили спортивный дух, помогая привести в чувство Сэвиджа с помощью каппо, поскольку ни рефери, ни врач ринга не знали, как реанимировать его. Несмотря на это, один человек попытался ударить Лебелла ножом на выходе, и последнего пришлось защищать сопровождавшим его дзюдоистам и рестлерами.

### После завершения карьеры
После завершения спортивной карьеры Лебелл вместе со своим братом Майком с 1968 по 1982 год руководил лос-анджелесской территорией National Wrestling Alliance — NWA Hollywood Wrestling. В июне 1976 года Лебелл судил печально поединок между Мухаммедом Али и Антонио Иноки в Токио, Япония. Лебелл был выбран из более чем 200 других претендентов на роль рефери. Он также продолжал периодически выступать в рестлинге, проведя свой последний матч 29 августа 1981 года против Питера Майвии в NWA Hollywood Wrestling.

Лебелл открыл две школы боевых искусств в сотрудничестве с другими людьми и прославил свой поединок с Майло Сэвиджем в 1963 году как первый телевизионный бой смешанных боевых искусств в Америке.

### Конфликт со Стивеном Сигалом
На съемочной площадке фильма «Во имя справедливости» (1991) Стивен Сигал утверждал, что благодаря обучению айкидо он невосприимчив к удушению до потери сознания. Услышав об этом Джин Лебелл, координатор трюков в фильме, решил предоставить Сигалу возможность доказать свои слова. Лебелл обхватил Сигала руками за шею, и как только Сигал сказал «давай», начал душить его до потери сознания, при этом Сигал обильно опорожнил кишечник. Лебелл много лет отказывался от комментариев и подтвердил эту историю лишь в 2012 году. Когда Сигала спросили об инциденте, он прямо отверг обвинения, назвав Лебелла «больным, патологическим подонком-лжецом», и назвал имя свидетеля, который мог бы доказать, что Лебелл сфабриковал историю. Это заявление вызвало бурную реакцию со стороны ученицы Лебелла Ронды Раузи, которая сказала, что Сигал лжет, и заявила: «Если [Сигал] скажет что-нибудь плохое о Джине мне в лицо, я заставлю его обделаться во второй раз».

## Смерть
9 августа 2022 года Лебелл умер во сне.

## Титулы и достижения

### Дзюдо
Amateur Athletic Union
- Национальный чемпион AAU по дзюдо (1954)
- Национальный чемпион AAU по дзюдо (1955)

### Рестлинг
- 50th State Big Time Wrestling
  - Чемпион Гавайев NWA в тяжёлом весе (1 раз)[23]
- Cauliflower Alley Club
  - Премия имени Железного Майка Мазурки (1995)
- Central States Wrestling
  - Чемпион NWA Central States в тяжёлом весе (1 раз)[24]
- Зал славы рестлинга Джорджа Трагоса/Лу Тезса
  - Премия имени Фрэнка Готча (2005)
- National Wrestling Alliance
  - Зал славы NWA (2011)[25]
- NWA Hollywood Wrestling
  - Командный чемпионат Америки NWA (1 раз) — с Чино Чоу[26]
  - Телевизионный чемпион Beat the Champ NWA (1 раз)
- Western States Sports
  - Чемпион Северной Америки NWA в тяжёлом весе (Amarillo version) (1 раз)[27]

- Wrestling Observer Newsletter
  - Самый несносный (1981)